# غواص (فیلم)
غواص (انگلیسی: The Frogmen) یک فیلم در ژانر جنگی به کارگردانی لوید بیکن است که در سال ۱۹۵۱ منتشر شد.

## بازیگران
- ریچارد ویدمارک
- دینا اندروز
- گری مریل
- رابرت واگنر
- جفری هانتر
- وارن استیونز
- هاروی لمبک
- رابرت راکول
- جک واردن
- پارلی بائر
- جیمز گرگوری
- ویلیام بیشاپ
- پیتر لیدز